# Linia kolejowa Tallinn – Lelle
Linia kolejowa Tallinn – Lelle – linia kolejowa w Estonii łącząca talliński Dworzec Bałtycki ze stacją Lelle. 
Linia na prawie całej długości jest niezelektryfikowana i jednotorowa, z wyjątkiem początkowego odcinka, po którym przebiega zelektryfikowanym i dwutorowym szlakiem linii Tallinn – Narwa.

## Historia
Linia została zbudowana na przełomie XIX i XX w. i otwarta 19 lipca?/1 sierpnia 1901 jako część linii Tallinn – Mõisaküla. Początkowo była to kolej wąskotorowa, przebudowana do toru szerokiego w okresie sowieckim - w 1969 ukończono przebudowę do Rapli, a w 1971 do Lelle.
Początkowo linia leżała w Imperium Rosyjskim, w latach 1918 - 1940 położona była w Estonii, następnie w Związku Sowieckim (1940 - 1991). Od 1991 ponownie znajduje się w granicach niepodległej Estonii.